# Złoczew
Złoczew è un comune urbano-rurale polacco del distretto di Sieradz, nel voivodato di Łódź.
Ricopre una superficie di 118,02 km² e nel 2004 contava 7 486 abitanti.
È il paese natale di Usher (Arthur) Fellig (1899-1968), celebre fotografo più noto con lo pseudonimo di Weegee, trasferitosi negli Stati Uniti nel 1910.